# Синклинорий
Синклино́рий (от синклиналь и греч. ὄρος — гора) — большая и сложно устроенная структура складок, в основном состоящая из понижения земной поверхности (синклинали), с мелкой складчатостью на своде синклинали и на границах структуры, вытянутая вдоль оси (длина составляет сотни километров, ширина — десятки; синклинорий бо́льших размеров называется мегасинклинорием).
В отличие от сопряжённой соседней структуры, антиклинория, центральная часть синклинория характеризуется выходами на поверхность сравнительно молодых пород. Синклинории часто встречаются в складчатых системах. Так, Уральская складчатая область содержит Западно-Уральский мегасинклинорий, Магнитогорский и Тагильский синклинории.